# Mexilhão-do-rio
O mexilhão-do-rio, de nome cientifico Unio crassus, é uma espécie de molusco bivalve de água doce existente na Europa.